# Gnophomyia eupetes
Gnophomyia eupetes är en tvåvingeart som beskrevs av Alexander 1963. Gnophomyia eupetes ingår i släktet Gnophomyia och familjen småharkrankar. Inga underarter finns listade i Catalogue of Life.